# Дампјер ан Кро
Дампјер ан Кро (фр. Dampierre-en-Crot) насеље је и општина у централној Француској у региону Центар (регион), у департману Шер која припада префектури Бурж.
По подацима из 2011. године у општини је живело 213 становника, а густина насељености је износила 9,66 становника/km². Општина се простире на површини од 22,05 km². Налази се на средњој надморској висини од 250 метара (максималној 321 m, а минималној 186 m).

## Демографија
| 1962. | 1968. | 1975. | 1982. | 1990. | 1999. | 2011. |
| ----- | ----- | ----- | ----- | ----- | ----- | ----- |
| 274   | 312   | 262   | 239   | 266   | 239   | 213   |

График промене броја становника у току последњих година